# Andreas Schumacher (Schriftsteller)
Andreas Schumacher (geboren 27. Januar 1803 in Wien, Habsburger Monarchie; gestorben 2. März 1868 in Wien, Kaisertum Österreich) war ein österreichischer Schriftsteller, Journalist und Übersetzer.

## Leben
Andreas Schumacher besuchte eine Zeit lang das Schottengymnasium, konnte die Schule aus finanziellen Gründen aber nicht abschließen. Er fristete eine armselige Existenz als freier Schriftsteller und Lohnschreiber. Zwischen 1836 und 1838 versuchte er als Schreiber im Hofkammerarchiv und danach bei der Donau-Dampfschifffahrtsgesellschaft eine Existenzgrundlage zu finden. Er war verheiratet und hatte drei Kinder.
Er schrieb Novellen, Kulturkritiken, Prosatexte und Rezensionen für verschiedene Zeitungen, Zeitschriften, Journale und Taschenbücher. Er gab einige Almanache heraus, für die er prominente Autoren gewinnen konnte. Er übersetzte Sonette Shakespeares und Dramen von Calderon, Moratin und Scribe ins Deutsche.
Schumacher wurde 1844 der Vormund Ludwig Anzengrubers. Er beteiligte sich 1848 an der Revolution und wurde 1849 zu zehn Jahren Festungshaft in Kufstein verurteilt. Er wurde 1851 begnadigt, litt aber an den Haftfolgen. 1854 wurde er Mitarbeiter beim Statistikblatt Austria und 1856 Kanzlist im Finanzministerium, was seine finanzielle Situation verbesserte.

## Werke (Auswahl)
- Der ewige Dom. Novelle. 1834

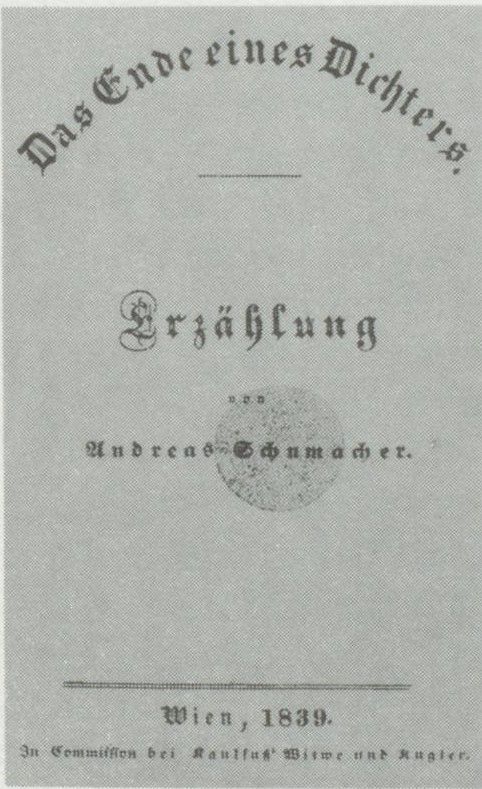
Das Ende eines Dichters (1839)

- Das Gutenbergs-Fest in Mainz: Lustspiel in 2 Aufzügen. Mannheim: Hoff, 1837
- Wiener Allgemeiner Gewerbs- und Fabriks-Gesellen-Verein. Einladung. Wien: V. Schmidt, 1848
- Sympathie. Roman. 1850
- Ein Wiener Kaufherr. 1851
- Der Führer über den Semmering. 1853
- Der Prinz von Lothringen. Roman. 1856
- Wolfgang Schmelzel. Roman. 1867